# Brigitte Girardin
Brigitte Girardin (ur. 12 stycznia 1953 w Verdun) – francuska polityk i urzędnik państwowy, w latach 2002–2005 minister terytoriów zamorskich.

## Życiorys
Z wykształcenia prawniczka, ukończyła studia na Université de Paris I, kształciła się następnie w Instytucie Nauk Politycznych w Paryżu. Od połowy lat 70. zatrudniona w ministerstwie spraw zagranicznych. Obejmowała różne stanowiska we francuskiej dyplomacji i administracji rządowej. Była m.in. pierwszym sekretarzem stałego przedstawicielstwa Francji przy ONZ w Nowym Jorku (1983–1986), a także wicedyrektorem i dyrektorem gabinetów w okresie rządów centroprawicy. W latach 1998–2000 pełniła funkcję administratora Francuskich Terytoriów Południowych i Antarktycznych, następnie do 2002 była doradcą prezydenta Jacques'a Chiraca do spraw terytoriów zamorskich.
Od maja 2002 do maja 2005 sprawowała urząd ministra terytoriów zamorskich w trzech gabinetach, którymi kierował Jean-Pierre Raffarin. Pozostała następnie również w rządzie Dominique'a de Villepina jako minister delegowany (wiceminister) do spraw współpracy, rozwoju i Frankofonii. Stanowisko to zajmowała do maja 2007.
Była związana z Unią na rzecz Ruchu Ludowego. W latach 2010–2011 pełniła funkcję sekretarza generalnego Solidarnej Republiki. W 2012 poparła kandydaturę socjalisty François Hollande'a w wyborach prezydenckich. Do 2014 jako specjalny przedstawiciel reprezentowała władze Polinezji Francuskiej w Paryżu. W 2015 została audytorem we francuskim Trybunale Obrachunkowym.